# Jardelund
Jardelund (danès Jarlund) és un municipi de l'estat alemany de Slesvig-Holstein, a l'amt Schafflund al districte de Slesvig-Flensburg. Era una antiga fortificació per a defensar-se dels frisons. El 2022 tenia 302 habitants.